# Takana
Takana (arab. تقانة) – wieś w Syrii, w muhafazie Idlib. W 2004 roku liczyła 562 mieszkańców.